# Dicționarul ortografic, ortoepic și morfologic al limbii române
Dicționarul ortografic, ortoepic și morfologic al limbii române, abreviat DOOM sau DOOM1 pentru ediția I din 1982, DOOM2 sau DOOM2 pentru „ediția a II-a revăzută și adăugită” din 2005 și DOOM3 sau DOOM3 pentru „ediția a III-a revăzută și adăugită” din 2021, este un dicționar normativ și corectiv publicat de Institutul de Lingvistică „Iorgu Iordan - Alexandru Rosetti” al Academiei Române.

## Descriere
Prima ediție a dicționarului (DOOM) a apărut în anul 1982 la Editura Academiei Republicii Socialiste România din București.
„Ediția a II-a revăzută și adăugită” a dicționarului din 2005 - DOOM2 - a apărut la inițiativa academicianului Eugen Simion, președintele Academiei Române, la 15 iunie 2005.
DOOM2 are drept obiectiv principal „prezentarea și aplicarea (...) la cuvintele limbii române a regulilor ortografiei (...) oficiale actuale și a normelor de ortoepie (...) și de morfologie (...) consacrate, în cea mai mare parte, prin uzul literar - care este aspectul cel mai îngrijit al limbii române.”
Dicționarul este normativ și corectiv, adresându-se mai ales utilizatorilor români. Este destinat tuturor celor care doresc să se exprime corect, cu alte cuvinte este destinat tuturor celor care vor să se exprime, în scris și oral, în conformitate cu normele lingvistice și literare actuale, elevilor, studenților, profesorilor, autorilor de manuale, profesioniștilor din presa scrisă și audiovizuală, traducătorilor, precum și publicului larg. 
DOOM2 conține peste 62.000 de cuvinte, cu 2.500 de cuvinte mai mult decât prima ediție.  La cca 3.500 de cuvinte din DOOM2 s-a intervenit afectând normarea sau interpretarea lor. Atât cuvintele noi, cât și cuvintele modificate sunt marcate printr-un semn distinctiv: cuvintele nou introduse sunt marcate printr-un asterisc (*), iar cuvintele modificate sunt marcate prin semnul exclamării (!).
Ediția a III-a a dicționarului a apărut în 2021. DOOM3 conține aproximativ 64.500 de cuvinte. Sunt peste 3000 de modificări la intrări deja existente, marcate prin semnul exclamării (!), iar peste 3600 de cuvinte noi, marcate printr-un plus (+).

## Referenți științifici
- Monica Busuioc
- Gabriela Pană Dindelegan
- Rodica Zafiu

## Autori
DOOM3
- Ioana Vintilă-Rădulescu
- Cristiana Aranghelovici

DOOM2
- Ioana Vintilă-Rădulescu (literele A-C, secțiunile introductive, revizie)
- Mioara Popescu (litera D-E)
- Jana Balacciu Matei (literele F-L)
- Marina Rădulescu Sala (literele M-P)
- Cristiana Aranghelovici (literele Q-Z)

## Coordonatorul lucrării
- Ioana Vintilă-Rădulescu[10]